# Morro do Cachorro
Morro do Cachorro är en kulle i Brasilien.   Den ligger i kommunen Luiz Alves och delstaten Santa Catarina, i den södra delen av landet, 1 200 km söder om huvudstaden Brasília. Toppen på Morro do Cachorro är 786 meter över havet.
Terrängen runt Morro do Cachorro är huvudsakligen lite kuperad. Runt Morro do Cachorro är det ganska tätbefolkat, med 104 invånare per kvadratkilometer.. Närmaste större samhälle är Blumenau, 16,1 km söder om Morro do Cachorro.
I omgivningarna runt Morro do Cachorro växer i huvudsak städsegrön lövskog.